# Kuruman
Kuruman er en by i Nord-Kapprovinsen i Sydafrika, kendt for sit landskab og Oog ("øje"), en geologisk form/kilde som fører vand fra undergrunden til overfladen i ørkenen Kalahari. 
Kuruman–floden som er tør med undtagelse af hurtige flomme efter kraftig nedbør, er opkaldt efter den.
Kuruman var missionsstation for London Missionary Society, grundlagt af Robert Moffat, og var stedet, hvor David Livingstone ankom for sin første stilling som missionær i 1841.